# إبراهيم حسين (رسام)
إبراهيم حسين (بالملايوية: Ibrahim Hussein)‏ هو رسام ماليزي، ولد في 13 مارس 1936 في Sungai Limau ‏ في ماليزيا، وتوفي في 19 فبراير 2009 في كوالالمبور في ماليزيا بسبب نوبة قلبية.